# Объёмная плотность
Объёмная пло́тность — величина, рассчитываемая как {\displaystyle M/V}, где {\displaystyle M} и {\displaystyle V} обозначают полную массу и объём объекта. Измеряется в кг/м3.
Понятие не имеет однозначной общепринятой трактовки и в целом близко к понятию «плотность». В различных контекстах прилагательное «объёмная» может нести следующую смысловую нагрузку:
- подчёркивание факта, что речь идёт о трёхмерной, а не двумерной (поверхностной) или одномерной (линейной) плотности, независимо от величины {\displaystyle V};
- акцентуация того обстоятельства, что рассматривается довольно большой объект, в пределах которого неизбежны статистические флуктуации параметров материала, даже если он номинально однороден;
- акцентуация наличия явной негомогенности объекта (например, гранулы совместно с пустотами), когда уместно говорить только о средней плотности.

В последнем случае в качестве синонимов могут использоваться словосочетания типа кажущаяся плотность (в противоположность «истинной», то есть локальной) или насыпная плотность, частично являющиеся кальками эквивалентных иноязычных наименований.
Иногда понятие «объёмная плотность», с соответствующими оговорками, относится не к массе, а к заряду ({\displaystyle Q/V}), энергии ({\displaystyle E/V}) или другим величинам. Смысловая роль слова «объёмная» при этом прежняя.

## Примеры использования термина
В механике сплошных сред обозначает плотность смеси или совокупности веществ с неоднородным составом элементов, вещества могут находиться в любом из трех агрегатных состояний. При одинаковых условиях окружающей среды данная характеристика является переменной величиной при изменении химических соединений составляющих элементов. Аналогичное определение осредненной плотности небесных тел в астрономии дается исходя из соотношения массы тела и его объёма. При этом, как правило, составляющий тело материал имеет в значительной степени неоднородный химический состав, находится при сильно различающихся температуре, давлении и может находиться в любом из агрегатных состояний, включая плазму, а для релятивистских объектов может в основном состоять из нейтронного, кваркового или преонного вещества. В случае однородного состава элементов, то есть в случае очищенного от примесей химического вещества, все части которого находятся при одинаковых температуре и давлении, данная характеристика совпадает с обыкновенной плотностью.
В теориях поля идентичный термин объёмной плотности (заряда) дается с помощью теоремы Гаусса, также существует определение плотности энергии и другие аналогичные определения.

## Плотность твердых веществ
В случае твердых веществ с неоднородным составом или жидкостей, которые содержат взвешенные твердые частицы, на значение объемной плотности также оказывает влияние пористость структуры, нарушение молекулярной и структурной целостности твердых материалов.

### Плотность почвы
Основное агрофизическое свойство почвы. Определяет сопротивление прониканию в почву как сельскохозяйственных орудий так и корней растений. Таким образом, косвенно влияет на урожай. Плотность почвы важно знать не только в сельском хозяйстве.
Рассчитывается плотность почвы как отношение массы образца к его объёму. Это классическая формула для бурового метода определения плотности почвы. Исключение составляют каменистые почвы: для них плотность определяют методом Зайдельмана.

## Плотность сыпучих веществ
Для сыпучих строительных материалов, таких как, например, песок, плотность изменяется в зависимости от степени уплотнения: одно и то же количество песка может занимать разный объём. В своем естественном неуплотненном состоянии сыпучие материалы обладают насыпной плотностью.
Насыпная плотность сыпучего строительного материала — это его плотность в неуплотненном состоянии. Она учитывает не только объём самих частиц материала (песчинок или отдельных камней гравия), но и пространство между ними, таким образом насыпная плотность меньше обычной. При уплотнении сыпучего материала его плотность становится больше и перестает быть насыпной. Цемент в мешке, отвал щебня или шесть кубов песка в кузове грузовика — все они находятся в неуплотненном состоянии и имеют свою насыпную плотность. Насыпная плотность необходима для того, чтобы связывать объём и массу сыпучих материалов[значимость факта?], так как цены на них могут указываться, как за тонну, так и за кубометр. Точно так же количество этих материалов, например, их пропорции для приготовления бетона, могут понадобиться и в тоннах, и в кубометрах.
Насыпные плотности основных строительных материалов.
| Строительный материал | Насыпная плотность, кг/м3 | Кубов в 1 тонне |
| --------------------- | ------------------------- | --------------- |
| Цемент сухой          | 1500                      | 0,666           |
| Мокрый песок          | 1920                      | 0,52            |
| Сухой песок           | 1440                      | 0,694           |
| Гравий крупный        | 1500                      | 0,666           |
| Гравий мелкий         | 1700                      | 0,588           |
| Щебень мелкий         | 1600                      | 0,625           |